# Avnat
Avnat též Ovnat (hebrejsky אָבְנַת, podle jmen biblických postav Asenaty – אָסְנַת a Basematy – בָּשְׂמַת, v oficiálním přepisu do angličtiny Avenat) je izraelská osada a vesnice typu společná osada (jišuv kehilati) na Západním břehu Jordánu v distriktu Judea a Samaří a v Oblastní radě Megilot.

## Geografie
Nachází se ve výšce 330 metrů pod úrovní moře, pod svahy hor klesajících z Judské pouště k západnímu okraji Mrtvého moře. Avnat leží cca 20 kilometrů jižně od města Jericho, cca 22 kilometrů jihovýchodně od historického jádra Jeruzalému a cca 75 kilometrů jihovýchodně od centra Tel Avivu.
Na dopravní síť Západního břehu Jordánu je napojena pomocí dálnice číslo 90 (takzvaná Gándího silnice – hlavní severojižní spojnice v Jordánském údolí). Avnat se nachází v řídce osídlené oblasti podél západního břehu Mrtvého moře, ve které dominují výlučně drobná izraelská sídla, bez trvalé demografické přitomnosti Palestinců. Nedaleko od obce ústí do Mrtvého moře hluboký kaňon Nachal Kidron, který začíná v oblasti Jeruzalému.

## Dějiny
Vesnice byla založena v roce 1983. Podle jiného zdroje až v lednu 1987. Vznikla coby osada typu nachal (tedy kombinace vojenského a civilního sídla). Pracovně byla nazývána též Nachal Kidron (Nahal Qidron).
Až v roce 2004 tu vznikla ryze civilní osada. Zástavba zatím sestává pouze z několika mobilních karavanů. Centrem nové vesnice je náboženská střední škola Jiftach (Yiftach) založená roku 2001, která se zaměřuje na mladíky s poruchami učení.
Počátkem 21. století nebyla obec zahrnuta do projektu Izraelské bezpečnostní bariéry. Ta do svých hranic začlenila pouze západněji položené izraelské osady v bloku okolo města Ma'ale Adumim. Podle stavu k roku 2008 ale nebyla tato bariéra ještě zbudována a ani její trasa v tomto úseku nebyla stanovena. Budoucí existence vesnice závisí na parametrech případné mírové smlouvy mezi Izraelem a Palestinci.

## Demografie
Obyvatelstvo Avnat je v databázi rady Ješa popisováno jako nábožensky založené. Jde o jedinou nesekulární obec v Oblastní radě Megilot. Podle údajů z roku 2014 tvořili naprostou většinu obyvatel Židé (včetně statistické kategorie "ostatní", která zahrnuje nearabské obyvatele židovského původu ale bez formální příslušnosti k židovskému náboženství).
Jde o menší obec vesnického typu. K 31. prosinci 2014 zde žilo 110 lidí. Během roku 2014 populace klesla o 1,8 %. Ještě k roku 2008 nebyla pro tuto obec registrována v oficiálních statistických výkazech stálá populace. Databáze rady Ješa zde tehdy ale neoficiálně uváděla 30 stálých obyvatel. K nim bylo ovšem nutné připočíst žáky zdejší střední školy. Výhledově chce obec dosáhnout kapacity až 50 rodin.
| Rok            | 2009 | 2010 | 2011 | 2012 | 2013 | 2014 |
| -------------- | ---- | ---- | ---- | ---- | ---- | ---- |
| Počet obyvatel | 100  | 101  | 119  | 97   | 112  | 110  |